# 大衛·維特
大衛·布魯斯·維特（1961年5月3日—）是一位共和黨籍的美国政治人物，2011年起擔任路易斯安那州的聯邦參議員，此前他曾是路易斯安那州第一國會選區的聯邦眾議員和路易斯安那州眾議院議員。
2010年8月28日，維特在路易斯安那州美國參議院議員共和黨初選勝過前路易斯安那州最高法院门罗法官切特·D·特雷勒得到參選權，同年擊敗來自阿桑普申堂区拿破仑维尔的民主黨成員查理·梅納康獲得第二段美國參議院議員任期。
2014年1月21日，維特宣布他將參與2015年路易斯安那州州長選舉競逐州長席位，接替到達任期限制州長鮑比·金達爾。

## 外部連結
- Background and collected news at The Washington Post
- 美國國會國家人物傳記大辭典中的傳記
- 由華盛頓郵報維護的投票記錄
- 智慧投票计划中的傳記、投票紀錄及利益集團評級
- Congressional profile at GovTrack
- Congressional profile at OpenCongress
- Issue positions and quotes at On the Issues
- Financial information at OpenSecrets.org
- Staff salaries, trips and personal finance at LegiStorm.com
- 聯邦選舉委員會中的競選財務報告和數據
- Appearances on C-SPAN programs
- 查理·羅斯訪談錄上的出場
- 網路電影資料庫上的亮相頁面
- Profile at Ballotpedia
- 大衛·維特參議院官方網站
- 大衛·維特參議員競選網站
- BR記者俱樂部大衛·維特網頁
- C-SPAN內的頁面（英文）
- 中的“大衛·維特”
- Vitter.org （页面存档备份，存于） 維特家族網站，由兄長傑弗里·維特（英语：Jeffrey Vitter）建立

| 路易斯安那州众议院       | 路易斯安那州众议院                                                        | 路易斯安那州众议院          |
| ------------------------ | ------------------------------------------------------------------------- | --------------------------- |
| 前任者： 大衛·杜克       | 路易斯安那州第八十一眾議院選區 眾議院議員 1992年－1999年                  | 繼任者： 珍妮弗·斯尼德·希比 |
| 美国众议院               |                                                                           |                             |
| 前任者： 鮑勃·李文斯頓   | 路易斯安那州第一國會選區 眾議院議員 1999年－2005年                        | 繼任者： 鮑比·金達爾        |
| 政党职务                 |                                                                           |                             |
| 前任者： 吉姆·多尼隆     | 美國參議員路易斯安那州共和黨被提名人 （第3類） 2004年、2010年             | 最新的                      |
| 美国参议院               |                                                                           |                             |
| 前任者： 約翰·布魯瑞克斯 | 路易斯安那州第3類參議員 2005年－2017年 與瑪麗·蘭德魯、比爾·卡西迪同時在任 | 繼任者： 約翰·尼利·甘迺迪   |
| 前任者： 吉姆·英霍夫     | 參議院環境委員會副主席 2013年－2015年                                     | 繼任者： 芭芭拉·柏克瑟      |
| 前任者： 瑪麗亞·坎特威爾 | 參議院中小企委員會主席 2015年－2017年                                     | 繼任者： 吉姆·里施          |